# Mountstuart Elphinstone
Pour les articles homonymes, voir Elphinstone.
Mountstuart Elphinstone, né le 6 octobre 1779 à Dumbarton en Écosse et mort le 20 novembre 1859 dans le Surrey en Angleterre, est un homme d'État et un historien.

## Biographie
Il sert à la Compagnie britannique des Indes orientales et arrive à Calcuta en 1796. En 1801, il devient attaché aux Services diplomatiques dans l'Inde britannique en commençant à la cour de Baji Rao II.
La Compagnie l'envoie explorer l'Afghanistan (à l'époque Caboulistan) (octobre 1808-février 1809). Il devient ensuite gouverneur de Bombay de 1819 à 1827. Il travaille beaucoup au développement de l'enseignement en Inde, pour les coloniaux et le Elphinston collège de l’Université de Bombay lui est dédié.

## Écrits
Il est l'auteur d'une Histoire de l'Inde qui a connu plus de huit éditions jusqu'en 1905 en anglais et en français :
- Tableau du royaume de Caboul et de ses dépendances dans la Perse, la Tartarie et l'Inde offrant les mœurs, usages et costumes de cet empire, traduction Jean-Baptiste Joseph Breton de la Martinière, à Paris édité par Nepveu, 1817, illustré par 14 planches d'habitants.